# Ringkøbing
Ringkøbing est une ville de la commune de Ringkøbing-Skjern, à l'ouest de la région Jutland central, au Danemark. La ville compte 9,775 habitants le 1er janvier 2009.

## Histoire
Les découvertes archéologiques montrent que la ville a été fondée au XIIIe siècle. Ringkøbing était à cette époque la seule vraie ville portuaire sur la côte ouest du Danemark.
En 1860, le chef-lieu de l'amt de Rinckjøbing est une petite ville d'environ 1000 habitants sise sur une lagune, à 87 km au nord de Ribe et à 80 km au sud-ouest de Viborg. Outre les productions agricoles typiques de la côte jutlandaise, Rinckjoebing commercialisait ou exportait du tabac, des lainages et du savon.

## Toponymie
Le nom Ringkøbing pourrait signifier "la ville-marché près de Rindum" ou simplement à l'origine le "marché de Rindum", c'est-à-dire à la fois sa zone de foire saisonnière au sens large et le lieu-dit de son petit marché hebdomadaire. Déjà au XIe siècle, une église avait été construite dans le petit village Rindum. Ce village est probablement encore plus vieux que la ville, on a même trouvé la preuve de l'existence de colonies de peuplement datant du VIe siècle.

## Économie
En 2016, le village possède l'une des plus importantes centrales de chauffage solaire d'Europe, d'une superficie de 30 000 m2 pour une puissance nominale de 21 MW.

## Personnalités associées à Ringkøbing
- Anders Holch Povlsen milliardaire et propriétaire de la chaîne Bestseller